# Mendel Lectures
Die Mendel Lectures (Mendel-Vorlesungen) sind eine Veranstaltungsreihe der Masaryk-Universität in der tschechischen Stadt Brünn. Sie erinnern an Gregor Mendel, den Begründer der wissenschaftlichen Genetik und finden seit Mai 2003 im Mendel-Museum in der Augustiner-Abtei zu Alt-Brünn statt. Mehrmals jährlich halten führende Forscher der Lebenswissenschaften, darunter auch Nobelpreisträger, Vorträge über ihr Fachgebiet.

## Geschichte
Die Idee für Vorlesungen zu Ehren Mendels kam bei einem EMBO-Workshop in Wien auf, den Kim Nasmyth und Dieter Schweizer 2002 organisiert hatten.
Die ersten Vorträge in Brünn hielten am 13. Mai 2003 Walter Bodmer aus Oxford und Charles Weissmann aus London. Bodmer sprach über das menschliche Genom (The human genome: Past, present & future), während Weissmann Prion-Erkrankungen thematisierte (The role of DNA in prion diseases).
Aktuelle Themen 2016: Michael Rossmann, Purdue University, West Lafayette (A personal history of structural virology), Stephen Philip Jackson, University of Cambridge, UK (Harnessing genetic principals to treat human disease), Joan A. Steitz, Yale University, New Haven (Viral and cellular noncoding RNAs: Insight into evolution) und Stephen J. Benkovic, Pennsylvania State University (De novo purine biosynthesis: The purinosome). In den ersten 13 Jahren ihres Bestehens haben mehr als 50 renommierte Wissenschaftler Vorträge, die vornehmlich von Studenten, Doktoranden und Wissenschaftlern besucht werden, gehalten. Die Vorträge werden an verschiedene Institute in Tschechien übertragen. Die Veranstaltung wird u. a. vom Forschungsrahmenprogramm der Europäischen Kommission gefördert.